# Adolf Fiałkiewicz
Adolf Fiałkiewicz (ur. 18 lipca 1929 w Łajscach na Podkarpaciu, zm. 14 lipca 2023 w Gdańsku)  – polski fizyk, docent doktor inżynier, nauczyciel akademicki, twórca podręczników, prorektor Uniwersytetu Morskiego w Gdyni w latach 1977–1987. 
Do 2013 r. związany z Akademią Morską w Gdyni (obecnie Uniwersytet Morski w Gdyni), gdzie pełnił funkcje Dyrektora Instytutu Matematyki, Fizyki i Chemii, a także Prorektora ds. Nauczania, a następnie ds. Kształcenia.

## Życiorys
Urodził się w Łajsach niedaleko Krosna. Jego dziadek i ojciec pracowali w pierwszych na świecie kopalniach ropy naftowej, na Podkarpaciu. W młodości działał w Armii Krajowej na terenie powiatu brzozowskiego.
W 1948 r. przyjechał na studia do Gdańska. W 1952 r. uzyskał dyplom magistra inżyniera chemii na Wydziale Chemicznym Politechniki Gdańskiej. Jeszcze w trakcie studiów w 1950 r. rozpoczął pracę jako zastępca asystenta w Katedrze Fizyki (później był asystentem i starszym asystentem). W 1968 roku uzyskał stopień doktora nauk technicznych, broniąc pracy doktorskiej pt. Dekontaminacja powierzchni krytych farbami okrętowymi. Jego promotorem był prof. Ignacy Adamczewski.
W latach 1956–1969 był adiunktem i szefem Katedry Fizyki w Wyższej Szkole Marynarki Wojennej.
Od 1969 roku związany z Wyższą Szkołą Morską (dziś Uniwersytet Morski w Gdyni). W listopadzie 1969 roku otrzymał od ministra żeglugi powołanie na stanowisko docenta. Pełnił kolejno funkcje: kierownika Zespołu Fizyki i Chemii, Kierownika Zakładu Nauk Podstawowych Instytutu Nawigacji, Dyrektora Instytutu Matematyki, Fizyki i Chemii na Wydziale Nawigacyjnym oraz Prorektora ds. Nauczania (1977–1984), a następnie ds. Kształcenia (1984–1987).
W Wyższej Szkole Morskiej opracował system pracy dydaktyczno-naukowej, od podstaw tworzył pracownie i laboratoria dla przedmiotów fizyka i chemia. Autor licznych publikacji naukowych, a także twórca i współtwórca podręczników i skryptów akademickich (m.in. Ćwiczenia laboratoryjne z fizyki). Przez szereg lat pełnił funkcję sekretarza Komitetu Uczelnianego Polskiej Zjednoczonej Partii Robotniczej na uczelni.
Jako wykładowca pracował na statkach szkolnych Dar Pomorza, Horyzont i Dar Młodzieży.

## Ordery i odznaczenia
Wielokrotnie nagradzany za zasługi dla szkolnictwa wyższego oraz osiągnięcia naukowe i dydaktyczne. 
Odznaczony między innymi Krzyżem Zasługi, Krzyżem Kawalerskim Orderu Odrodzenia Polski, Medalem Komisji Edukacji Narodowej, Medalami „Za zasługi dla obronności kraju” (Srebrnym i Brązowym). Otrzymał też nagrody od Ministra Handlu Zagranicznego i Gospodarki Morskiej.
Otrzymał również także liczne nagrody, w tym od Ministra Handlu Zagranicznego i Gospodarki Morskiej za szczególne osiągnięcia naukowe, dydaktyczne i wychowawcze oraz za wyróżniające wyniki w kierowaniu uczelnią.

## Życie prywatne
Od 1948 r. mieszkał w Gdańsku. W 1953 r. ożenił się z Zofią Soszyńską, chemikiem, pracownikiem naukowym Uniwersytetu Gdańskiego, z którą miał dwie córki.